# Osetno (przystanek kolejowy)
Osetno – zlikwidowany przystanek kolejowy i ładownia w Osetnie na linii kolejowej Krzelów – Leszno Dworzec Mały, w powiecie górowskim, w województwie dolnośląskim, w Polsce.